# ジョン・ロジャーズ
ジョン・ロジャーズ（John Rogers、1500年頃 - 1555年2月4日）は、イングランドのプロテスタント改革者、聖職者である。メアリー1世によるカトリック復興政策「血のメアリー」の犠牲者として、最初に火刑に処された殉教者の一人として知られている。

## 生涯
ロジャーズは1500年頃にイングランドのダービーシャーで生まれた。ケンブリッジ大学ジーザス・カレッジで教育を受け、1526年に学士号、1529年に修士号を取得した。その後、聖職に就き、ロンドンで説教を行うようになった。
1534年頃、ロジャーズはアントワープのイングランド商人の礼拝堂付き牧師として赴任した。この地で彼は、宗教改革者ウィリアム・ティンダルやマイルス・カヴァーデイルと出会い、彼らの聖書翻訳事業に深く関わることとなる。特にティンダルの遺志を継ぎ、彼の未完の聖書翻訳を完成させることに尽力した。

## マシュー聖書
ロジャーズは「トマス・マシュー」という偽名を用い、ティンダルの未完成の翻訳とカヴァーデイルの翻訳を統合した聖書を編集した。これが、1537年に出版された「マシュー聖書」である。マシュー聖書は、ティンダルの影響が強く、彼の原則に基づいて編集されたものであり、後のイングランド聖書翻訳に大きな影響を与えた。この聖書は、国王ヘンリー8世の承認を得てイングランドで広く流通することとなった。

## 殉教

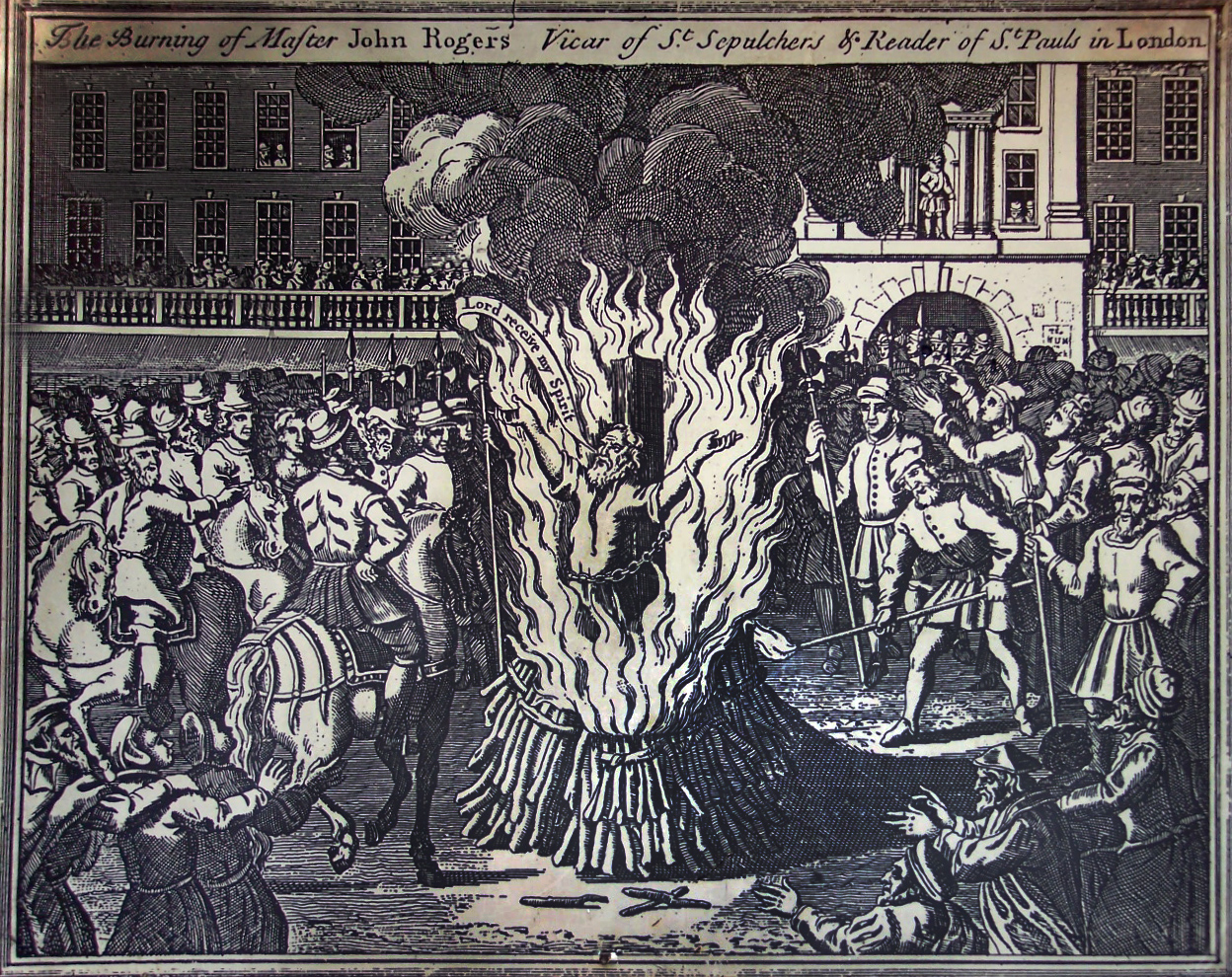
『殉教者伝』

ヘンリー8世の死後、エドワード6世の治世下ではプロテスタント改革が進んだが、1553年にカトリックであるメアリー1世が即位すると状況は一変した。メアリー1世はイングランドをカトリックに戻すことを目指し、プロテスタントに対する激しい弾圧を開始した。
ロジャーズは、セント・ポール大聖堂の主席牧師として、メアリー1世の政策に公然と反対し、プロテスタントの信仰を守ることを主張した。このため、彼は逮捕され、異端審問にかけられた。ロジャーズは信仰を撤回することを拒否し、最終的に異端の罪で有罪判決を受けた。
1555年2月4日、ロジャーズはロンドンのスミスフィールドにおいて火刑に処された。彼はメアリー1世の治世下で最初に火刑に処されたプロテスタント殉教者であり、その死は多くの人々に衝撃を与え、宗教改革の大義のために戦う人々の精神を鼓舞したとされる。